# Jaume Grau Casas
|  | Per a altres significats, vegeu «Jaume Grau». |

Jaume Grau Casas (Barcelona, 2 de desembre de 1896 - València, 8 de novembre de 1950) va ser un esperantista, escriptor i poeta català. Era germà i gendre dels també esperantistes Josep Grau i Casas i Artur Domènech i Mas.

## Biografia
Jaume Grau i Casas va néixer en un ambient benestant, tot i que era fill d'una portera del carrer de Pau Claris de Barcelona. Per tant, era un nen pobre en un context burgés. Era fill de Sebastià Grau i Fageda, d'Olot. Va començar a treballar com a aprenent en un banc. Posteriorment, es guanyà la vida duent comptabilitats, traduint, escrivint o com a secretari de l'ajuntament de Sant Quintí de Mediona i de Torrelavit. També va dur la correspondència d'una fàbrica de sabates de Barcelona amb clients estrangers.
Arran els fets d'octubre i a causa de la seva activitat catalanista va estar empresonat uns mesos durant el Bienni negre (1934-1935) i també l'any 1938, quan els enfrontaments al si republicà a Barcelona. D'aquests empresonaments van néixer Records de la presó (1934 i 1935) i Nous records de la presó (1938), alguns textos dels quals van ser publicats a diaris de l'època.
A causa de la guerra civil el 1939 es va exiliar a França. Amb poc més de quaranta anys, va anar de camp de concentració en camp de concentració durant 5 anys, 7 mesos i 4 dies. Arribà primer al Camp d'Argelers el febrer del 1939, després a Bram, tornà a Argelers, el Recebedor (Portèth de Garona), Neiçon, Cerelhac, Tombaboc (Alés e Casanava) i finalment a Tolosa de Llenguadoc on va mantenir relació amb centres esperantistes i republicans. En alguns dels camps es trobarà amb altres il·lustres esperantistes, com Eduardo Vivancos. En aquesta època, bona part de l'ajut que rep en forma de diners o llibres és enviat per amics esperantistes de diversos països, com l'aviador Ernest Archdeacon, el pedagog de Ginebra Pierre Bovet o el director de l'Associació Universal d'Esperanto Hans Jakob. També tracta als camps de concentració amb altres personalitats, com el pintor jueu alemany Hermann Lismann, l'artista andalús Helios Gómez o el poeta francès Paul Fontan, qui morirà a Neiçon el 9 de gener de 1943. Jaume Grau els dedicarà diversos escrits d'aquesta època.
Als camps de concentració compartirà vivències amb republicans espanyols i, a causa de la seva delicada salut, sovint estarà envoltat de mutilats i d'aquells que són considerats com no aptes per al treball físic. A poc a poc, anirà creixent la presència de jueus als camps, primer alemanys, però també d'altres nacionalitats, com polonesos o russos. Amb ells anirà comentant el desenvolupament de la segona guerra mundial i així anirà creixent una especial sensibilitat per les injustícies i la persecució del poble jueu en aquells anys, tal com deixa constància en alguns dels seus escrits. Per exemple, tindrà ocasió de fer conèixer als interns espanyols els texts de l'arquebisbe francès i col·laborador amb la resistència antifeixista Jules-Géraud Saliège, en els que aquest hi denuncia les deportacions de jueus a la seva diòcesi durant l'estiu de 1942.
L'any 1948 torna a Catalunya, després de nou anys d'exili i de camps de concentració a França. Després d'una parada a Barcelona, on hi havia sa germana Montserrat i els seus fills Jordi (1930) i Montserrat (1934), va seguir viatge fins a València per reunir-s'hi amb la seva esposa, Angelina Domènech i Burguera (filla d'Artur Domènech), amb qui s'havia casat el 1929. L'any 1950 es trobava immers en un projecte per a la renovació de l'ortografia de l'esperanto quan, a causa probablement d'un disgust relatiu a aquest tema, li sobrevingué la mort. De fet, el dia de sa mort s'havia reunit amb un esperantista valencià que havia arribat de l'Argentina i sembla que es disgustà per unes crítiques personals que li havien fet. Arran de la seva mort, els seus fills es traslladaren a viure a València amb sa mare.
Va ser enterrat al Cementiri General de València, on hi ha també la vídua (1979), darrere un làpida posada pel seu fill Jordi, que diu simplement: In Memoriam. Jaume Grau Casas. Esperantista, amb un error sobre l'any de naixement a la làpida: 1898-1950.

## Activitat com a esperantista
A part de la militància d'esquerres i nacionalista, Jaume Grau Casas destacà sobretot com a esperantista. Així, a més de la seva important activitat com a escriptor i traductor, també va ocupar diverses responsabilitats en el moviment esperantista:
- President del Grup Esperantista Barcelona Stelo.
- Secretari de la Federació Catalana d'Esperantistes.
- Director de Kataluna Esperantisto.
- Professor d'esperanto de l'Ateneu Enciclopèdic Popular.
- Vicepresident de l'Acadèmia d'Esperanto.

## Obres

### Kataluna Antologio
Probablement, la raó per la qual Jaume Grau Casas ha passat a la història és perquè fou el redactor i impulsor d'una obra de gran importància dins de la història de la literatura en esperanto, la Kataluna Antologio (Antologia Catalana), traducció d'una selecció de textos en català. En ella hi van col·laborar figures intel·lectuals de l'època, com Frederic Pujulà i Vallès o Joan Amades. Aquesta obra va servir de model per altres antologies nacionals que es publicarien posteriorment.

### Ulysse dans la boue
Bona part dels escrits que Jaume Grau i Casas va escriure a l'exili han estat publicats el 2014 en format de llibre en francès (Ulysse dans la boue. Journal des camps français 1939-1944) i que expliquen el seu pelegrinatge per camps, refugis i hospitals francesos. Allà escriu en trossos de paper, en pàgines arrencades de novel·les i en racons no escrits de diaris. Abans del 2014 només hi ha constància de la publicació de tres dels seus textos dels camps de concentració. Així, el 18 de maig de 1941 va guanyar el gran diploma d'honor als Jocs Florals de Perpinyà amb l'obra La visita de les monges. També va publicar el poema A la meva dona a la revista Germanor del Casal dels catalans de Xile. I el 20 de setembre de 1944 va publicar en català a la revista Foc Nou el text El carretó dels gossos, que havia escrit el 10 de gener de 1941 al camp de concentració de Récébédou. Aquests textos havien patit la censura de les autoritats franceses que, entre altres coses, no deixaven escriure als interns ni en català ni en esperanto. "Ulysse dans la boue", sobre la base d'aquests textos fou editat per la carcassonina Marie Hélène Meléndez, que també els traduí al francès. A la globalitat del llibre també contribuí el net de l'autor, Jordi Grau i Gatell.

### Tagoj kaj ruinoj
El juny de 2017 es van publicar els seus diaris als camps de concentració traduïts a l'esperanto. Es tracta d'una traducció de la versió francesa que havia aparegut sota el títol Ulysse dans la boue. Journal des camps français 1939-1944 gràcies a la feina de transcripció i traducció de Marie-Helène Menendez, amb l'ajuda del net d'en Jaume, Jordi Grau i Gatell. A la versió en esperanto, s'han conservat els textos de Melendez i s'hi han afegit una sèrie d'elements. Entre ells, diversos annexos sobre la guerra civil escrits pel traductor del llibre, Miguel Fernández; notes biogràfiques sobre els personatges que hi surten mencionats, escrites per Xavi Alcalde; un índex onomàstic realitzat per l'editor del llibre, Pedro Sanz; dibuixos d'aquell període de Josep Bartolí; i un pròleg d'Eduardo Vivancos.

### Darrers anys
A l'exili també va escriure sobre tot un seguit de temes tant en català com en castellà o francès: medicina, física, astronomia, astrologia. I també teatre, poesia, disquisicions, reflexions. Molts d'aquests escrits són en fulls ja escrits, bé aprofitant els buits entre les línies, bé a la cara posterior de l'original. També hi ha, inèdites, en esperanto, Una nova ortografia sense circumflexos i unes Leteroj en esperanto. Quan el sorprengué la mort, l'any 1950 a València, treballava en una antologia de literatura en castellà. L'obra original publicada i la inèdita, mecanoscrita o manuscrita, està dipositada a Sabadell a la biblioteca-arxiu Petro Nuez de l'Associació Catalana d'Esperanto, que honora la memòria de Pere Nuez Pérez.

2023
La KEA publica la versió catalana dels darrers llibres del 2014 i 2017. Pel setembre surt "Home en ruïnes" en català. Una traducció/revisió d'aquests dos carrers llibres.

### Poemes en esperanto
- Amaj poemoj, 1924.
- Novaj amaj poemoj, 1927.
- La lasta poemo, 1936.

### Poemes en català
- Cançó d'amor i melangia, 1932, presentat als Jocs Florals de Barcelona[4]
- Somni d'uns dies juny, 1936.

### Poemes en castellà
- El suplicio de tántalo, 1937.

### Traduccions
- Kataluna Antologio, 1925.
- La kataluna popolkanto, amb Joan Amades, 1925.[5]
- Barbaraj prozaĵoj, traducció de les Proses Bàrbares de Prudenci Bertrana, 1926.

### Cursos d'esperanto
- Llengua auxiliar internacional Esperanto Primer Manual, 1930.
- Curs Complet de la llengua internacional. Gramàtica, Exercicis i Diccionari, 1934.

### Memòries
- 1940-1947. Cartes a la família.
- 1939-1942. Ulisses en el fang. (Poemes de l'exili).
- 1939-1942. Hombres en ruinas. Publicat en francès, juntament amb Ulisses en el fang. En procés de traducció a altres llengües.
- Cartes a la seva dona. Enviades o no.
- Camps concentració França.
- Camp Hospital Récébedou. 4-IV-41/6-X-42.
- Camp Penitenciari Nexon. 8-X-42/26-III-43.
- Camp inaptes Séreilhac. 27-III-43/21IX-43.
- Château Tombebouc. 22-IX-43/8-IX-44.
- La ciudad de Toulouse. Setembre 44/18-V-45.